# Kilpijärvi (sjö i Norra Savolax, lat 63,60, long 26,55)
Kilpijärvi är en sjö i Finland. Den ligger i kommunen Kiuruvesi i landskapet Norra Savolax, i den centrala delen av landet, 400 km norr om huvudstaden Helsingfors. Kilpijärvi ligger 96,6 meter över havet. I omgivningarna runt Kilpijärvi växer i huvudsak blandskog. Den är 9 meter djup. Arean är 1,18 kvadratkilometer och strandlinjen är 11,26 kilometer lång. Sjön  ingår i Vuoksens huvudavrinningsområde. 